# Wien Oberdöbling
Wien Oberdöbling (niem: Haltestelle Wien Oberdöbling) – przystanek kolejowy w Wiedniu, w dzielnicy Döbling, w Austrii. Znajduje się głęboko pod Billrothstraße i ma dwa perony boczne. Istnieje możliwość przesiadki  na tramwaj linii 38 i autobus linii nr 39A.

## Historia
Podczas planowania Vorortelinie Otto Wagner zaprojektował także przystanek Oberdöbling. Plany przystanku są datowane na lipiec 1894. Pierwsze zwiedzanie stacji odbyło się w 1897 W 1898 przystanek został oficjalnie otwarty dla podróżnych.
W 1932 ruch pasażerski został zniesiony na całej linii, także przystanek Oberdöbling stracił swój pierwotny cel. 30 kwietnia 1979 rządy: federalny oraz kraju związkowego Wiedeń zdecydowały o przebudowie linii i powstaniu systemu S-Bahn. Ponieważ przystanek był poważnie zrujnowany, został rozebrany, odbudowany w historycznym stylu i otwarty 31 maja 1987 w ramach linii S45. W 2013 zostały zmodernizowane systemy wind na peronach, jak i przeprowadzone mniejsze prace renowacyjne.
Podregion Oberdöbling, jak i duże części podmiejskiej linii są objęte nadzorem konserwatora zabytków.

## Linie kolejowe
- Vorortelinie